# Высший монархический совет
Высший монархический совет (ВМС, SMB) — являлся монархической международной организацией, правопреемницей «Рейхенгалльского монархического съезда», созданной в 1921 году русскими  эмигрантами в Германии и существовавшей до 2021 г., не поддерживавшей ветвь «Кирилловичей». Совет сохранял полную лояльность по отношению ко всем потомкам рода Романовых. После смерти последнего председателя Дмитрия Константиновича Веймарта, организация фактически прекратила своё существование. 

## История

### Довоенный период
Оказавшись за границей после эвакуации из Крыма, часть эмигрантов, преданных идее восстановления монархии, не прекратила своей активности. В условиях предполагавшегося скоро падения советской власти в России и активизации в этой связи деятельности республиканцев и социалистов, возникла необходимость создания единого монархического фронта, в противовес республиканским и социалистическим течениям. 29 мая — 6 июня в курортном местечке Рейхенгалль (Бавария) открылся «Съезд для обсуждения восстановления России», который впоследствии стал именоваться «Рейхенгалльским монархическим съездом». На съезде присутствовало 100 делегатов из 30 стран мира, митрополит Антоний (почётный председатель), архиепископ Евлогий, архимандрит Сергий, пять сенаторов, два командующих армиями, пять членов Государственного совета, восемь членов Государственной Думы, четырнадцать генералов и много других государственных деятелей. Председателем съезда был Александр Николаевич Крупенский.
На Рейхенгалльском съезде вопрос о престолонаследии был признан несвоевременным, поскольку не исключалась возможность спасения императорской семьи. На съезде бесспорным авторитетом среди русских монархистов была признана вдовствующая императрица Мария Фёдоровна. В первый состав «Высшего монархического совета» вошли — Н. Е. Марков (председатель), Александр Михайлович Масленников и князь Алексей Александрович Ширинский-Шихматов. Вскоре были кооптированы А. Н. Крупенский, барон Борис Густавович Кеппен и граф Петр Васильевич Гендриков. Съезд принял программу, в которой монархия была провозглашена «единственным путём к возрождению России».
После образования ВМС во многих странах мира стали появляться его представительства. 16—22 января 1922 года в Париже прошёл II съезд ВМС. В конце 1924 года в Париже под председательством А. Ф. Трепова была сделана попытка объединить монархические организации путём подчинения их великому князю Николаю Николаевичу как главнокомандующему и старшему в роде. Печатными изданиями в этот момент были «Двуглавый орёл», выходивший в Берлине до 1922 года, а затем в Париже, «Известия Высшего монархического совета» и «Луч Света». В 1929 году усилиями ВМС была создана боевая организация ВМС — «Российский имперский союз». В 1927—1939 годах вторым председателем ВМС был Александр Николаевич Крупенский. После смерти великого князя Кирилла Владимировича, ВМС стал поддерживать князя Владимира Кирилловича. С 1940 года главой ВМС стал Георгий Маврикиевич Кнюпффер.
После 1933 года началось тесное сотрудничество «легитимистов» с германскими нацистами, в том числе военное. После поражения Германии в 1945 году их влияние в Русском зарубежье резко упало.

### После Второй мировой войны
По окончании II мировой войны центр ВМС переместился в Северную и Южную Америку. После того, как князь Владимир Кириллович в 1969 году объявил свою дочь Марию Владимировну «блюстительницей престола» и «единственной законной наследницей», ВМС во главе с Кнюпффером перестали поддерживать притязания этой ветви на российский престол. В 1984 году в Канаде вышла брошюра К. К. Веймарна «Истинное возрождение и реставрация», ставящая под сомнение права на престол семьи князя Владимира Кирилловича. С 1984 года ВМС стал выпускать журнал «Имперский вестник». Долгие годы почётным членом ВМС, а также РИС-О являлась княжна Вера Константиновна. Именно её ВМС считал легитимной наследницей российского престола, поскольку она абсолютно бесспорно по всем требованиям дореволюционного династического законодательства принадлежала к императорскому Дому Романовых. Также в ВМС входили княгиня Мария Илларионовна — супруга князя Никиты Александровича. Долгие годы арбитром ВМС был Тихон Николаевич Куликовский — Романов, сын великой княгини Ольги Александровны.

### Современный период
После 1985 года центром ВМС являлся Монреаль, Канада. С 1997—2004 гг. вице-председателем ВМС являлся историк и публицист М. В. Назаров. С 2004 года вице-председателем является офицер канадской полиции RCMP Георгий Иванович Новицкий. ВМС не поддерживала ветвь «кирилловичи» рода Романовых, как «единственных и легитимных» наследников российского императорского дома. Члены ВМС считали, что только новый Земский собор, подобный собору 1613 года, может рассмотреть и решить все вопросы, связанные с признанием на царство монарха. Также ВМС сохраняли полную лояльность по отношению ко всем потомкам Дома Романовых. 2 марта 2021 года последний председатель ВМС Д.К. Веймарн скончался в Монреале. 

### Известные члены ВМС
- Митрополит Антоний (Храповицкий) (1863—1936) — первый первоиерарх РПЦЗ
- Княжна Вера Константиновна (1906—2001) — дочь великого князя Константина Константиновича
- Князь Никита Александрович (1901—1974) — сын великого князя Александра Михайловича и великой княгини Ксении Александровны
- Княгиня Мария Илларионовна (1903—1997) — супруга князя Никиты Александровича
- Т. Н. Куликовский-Романов (1917—1993) — сын великой княгини Ольги Александровны
- К. К. Веймарн (1920—2003) — председатель РИС-О
- Н. Н. Воейков — председатель РИС-О
- П. Н. Будзилович (1926—2019) — глава КРА